# Geropaschia grisealis
Geropaschia grisealis är en fjärilsart som beskrevs av George Francis Hampson 1916. Geropaschia grisealis ingår i släktet Geropaschia och familjen mott. Inga underarter finns listade i Catalogue of Life.